# Íþróttafélagið Hamar
Le Íþróttafélagið Hamar est un club islandais omnisports possédant notamment une section volley-ball. Il est basé à Hveragerði au sud est de Reykjavik.

## Sectionvolley-ball

### Palmarès
- Championnat d'Islande masculin
  - Vainqueur : 2021 et 2022